# نظرية الحقل الامتثالي
نظرية الحقل الامتثالي هي نموذج لنظرية الحقل الكمومي (أو لميكانيكا إحصائية عند النقطة الحرجة) التي هي ثابتة تحت التحولات الامتثالية. تدرس نظرية الحقل الامتثالي غالباً في الأبعاد الثنائية حيث أن هناك مجموعة بعدية غير منتهية من التحولات الامتثالية المحلية، وتوصف بواسطة دوال تامة الشكل.
لدى نظرية الحقل الامتثالي تطبيقات هامة في نظرية الأوتار، والميكانيكا الإحصائية، وفيزياء المادة المكثفة.

## الثابت القياسي مقابل الثابت الامتثالي
الثابت القياسي هو تماثل شائع طبيعي في نظرية الكم للمجالات؛ لأن أي نقطة محددة من مجموعة التطبيع هي ثابت قياسي بالتعريف. التماثل الامتثالي أقوى من الثابت القياسي، لكن لا نعلم بوضوح سبب وجوده في الطبيعة.
تحت بعض الافتراضات، يمكن إثبات أن الثابت القياسي يدل على الثابت الامتثالي في نظرية الكم للمجالات، كما في نظريات الحقل الامتثالي المركزية المدمجة في بعدين.
يمكن أن تكون نظرية الكم للمجالات ثابتًا قياسيًا لا امتثاليًا، إلا أن الأمثلة قليلة. لهذا السبب، غالبًا ما يتبادل استخدام المصطلحين في سياق نظرية الكم للمجالات.

## بعدين مقابل الأبعاد الأعلى
عدد التحولات الامتثالية المستقلة لا نهائي في بعدين لكنه منتهٍ في الأبعاد الأعلى، ما يجعل التماثل الامتثالي مقيدًا أكثر في بعدين. تشترك جميع نظريات الحقل الامتثالي في أفكار الأصل الامتثال وتقنياته. لكن المعادلات الناتجة أقوى في بعدين، وأحيانًا يمكن حلها بدقة أكثر من الأبعاد العليا (كما في حالات النماذج الدنيا) حيث تهيمن الوسائل العددية.
تطورت نظرية الحقل الامتثالي مبكرًا أكثر وبشكل أعمق في حالة البعدين، تحديدًا بعد مقال بلافن وبولياكوف وزامولودشيكوف عام 1983. كان أحيانًا يستخدم مصطلح نظرية الحقل الامتثالي بمعنى نظرية الحقل الامتثالي في بعدين، كما جاء في عنوان كتاب ما عام 1997. زادت شعبية نظرية الحقل الامتثالي في الأبعاد الأعلى بعد ظهور تماثل فضاء دي سيتر المضاد ونظرية الحقل الامتثالي في أواخر التسعينيات من القرن العشرين، وبعد تطور تقنيات الأصل الامتثالي العددي في الألفينيات.

### التماثل المحلي مقابل التماثل الشامل في بعدين
المجموعة العالمية الامتثالية لكرة ريمان هي مجموعة تحويلات موبيوس {\displaystyle PSL_{2}(\mathbb {C} )} محدودة الأبعاد. على الجانب الآخر، تُختزل التحويلات الامتثالية الدقيقة من جبر ويت غير محدود الأبعاد: معادلات كيلينج الامتثالية في بعدين، {\displaystyle \partial _{\mu }\xi _{\nu }+\partial _{\nu }\xi _{\mu }=\partial \cdot \xi \eta _{\mu \nu },~} إلى معادلات كوشي ريمان {\displaystyle \partial _{\bar {z}}\xi (z)=0=\partial _{z}\xi ({\bar {z}})}، تؤدي لانهائية الصيغ لتحويلات الإحداثيات التحليلية الاعتباطية {\displaystyle \xi (z)} إلى لانهائية مجالات كيلينج المتجهة {\displaystyle z^{n}\partial _{z}}.
التماثل الامتثالي الشامل في بعدين حالة خاصة من التماثل الامتثالي في الأبعاد الأعلى، ويُدرس بنفس الأساليب. لا يحدث هذا في النظريات ذات التماثل الامتثالي الشامل غير المحلي فقط، لكن يحدث أيضًا في النظريات التي ليس لها تماثل امتثالي محلي، بغرض اختبار الأساليب والأفكار من نظريات الحقل الامتثالي ذات الأبعاد الأعلى. يمكن اختبار تقنيات الأصل العددي بالتحديد عن طريق تطبيقها على النماذج الدنيا ومقارنة نتائجها بالنتائج التحليلية المعروفة التي تنتج من التماثل الامتثالي المحلي.

### نظريات الحقل الامتثالي باستخدام جبر التماثل لفيراسورو
في نظرية كمية ثابتة امتثاليًا ذات بعدين، يجب أن يتوسع جبر ويت للتحويلات الامتثالية الدقيقة مركزيًا. لذلك يكون جبر التماثل الكمي هو جبر فيراسورو الذي يعتمد على عدد يسمى الشحنة المركزية. يمكن أن يفهم هذا التوسع المركزي أيضًا من ناحية كسر التماثل الامتثالي.
أوضح أليكساندر زامولودشيكوف أن هناك دالة تقل بشكل ثابت تحت تأثير تتابع مجموعة التطبيع أو نظرية الكم للمجالات في بعدين، وهذا مساوٍ للشحنة المركزية لنظرية حقل امتثالي في بعدين. يُعرف هذا بنظرية دالة المتغير الحقيقي لزامولودشيكوف، ويخبرنا بأن تتابع مجموعة التطبيع في بعدين غير قابل للانعكاس.
يجب على جبر التماثل لنظرية كم ثابتة امتثاليًا أن يكون مركبًا بالإضافة إلى أن يكون متوسعًا مركزيًا، وهذا يؤدي إلى نسختين من جبر فيراسورو. في نظرية الحقل الامتثالي الإقليدية، يطلق على هاتين النسختين تحليلية وغير تحليلية. تُسمّيان في نظرية الحقل الامتثالي اللورنتزية المتجهةَ يسارًا والمتجهة يمينًا. لكل من النسختين نفس الشحنة المركزية.
فضاء حالات نظرية ما هو تمثيل لناتج النسختين من جبر فيراسورو. وإذا كانت النظرية وحدوية، يصبح هذا الفضاء فضاء هيلبرت. قد يحتوي هذا الفضاء على حالة فراغ أو على حالة حرارية في الميكانيكا الإحصائية. لا يمكن أن توجد حالة تسمح بعدم كسر التماثل الامتثالي في كل الأبعاد اللانهائية، إلا إذا اختفت الشحنة المركزية. أفضل ما يمكننا الحصول عليه هو حالة ثابتة تحت مولدات {\displaystyle L_{n\geq -1}} لجبر فيراسورو الذي أساسه {\displaystyle (L_{n})_{n\in \mathbb {Z} }}. يشمل هذا المولدات {\displaystyle L_{-1},L_{0},L_{1}} للتحويلات الامتثالية الشاملة. تنكسر بقية مجموعة الامتثال تلقائيًا.

## التماثل الامتثالي
التحويل الامتثالي لزمكان ما هو التحويل الذي يحافظ على الزوايا. سنركز على التحويلات الامتثالية للفضاء الإقليدي مسطح الأبعاد أو لفضاء منكوفسكي.

### مجموعة الامتثال
مجموعة الامتثال واحدة مشابهة شكليًا لـ{\displaystyle SO(1,d+1)} (إقليدي) أو {\displaystyle SO(2,d)} (منكوفسكي)، يتضمن هذا الإزاحةَ والتدوير (إقليدي) أو تحويلات لورنتز (منكوفسكي) والتوسع أي تحويلات القياس.
{\displaystyle x^{\mu }\to \lambda x^{\mu }.}
يتضمن هذا أيضًا تحويلات الامتثال الخاصة. لكل إزاحة {\displaystyle T_{a}(x)=x+a}، هناك تحويل امتثالي خاص.
{\displaystyle S_{a}=I\circ T_{a}\circ I,}
إذ إن {\displaystyle I} هي المعكوس بالشكل التالي:
{\displaystyle I(x^{\mu })={\frac {x^{\mu }}{x^{2}}}.}
إذا كانت الكرة {\displaystyle S^{d}=\mathbb {R} ^{d}\cup \{\infty \}} ويتبادل المعكوس صفر {\displaystyle 0} مع اللانهاية {\displaystyle \infty }. تحافظ الإزاحة على اللانهاية {\displaystyle \infty } ثابتة، بينما تحافظ التحويلات الامتثالية الخاصة على الصفر {\displaystyle 0} ثابتًا.

### مسائل شاملة في فضاء منكوفسكي
في فضاء منكوفسكي، لا تحافظ المجموعة الامتثالية على السببية. بعض الملاحظات مثل دوال الارتباط ثابتة في جبر الامتثال لا في مجموعة الامتثال. كما أظهر لوشر وماك، تمكن استعادة الثابت تحت مجموعة الامتثال من خلال توسيع فضاء منكوفسكي المسطح إلى أسطوانة لورنتزية. يتساوى فضاء منكوفسكي الأصلي امتثاليًا مع منطقة من الأسطوانة تسمى بقعة بوانكاريه. في الأسطوانة، ولا تؤدي التحولات الامتثالية الشاملة إلى خرق السببية، وبدلًا من ذلك، يمكن أن تحرك النقاط بعيدًا عن بقعة بوانكريه.